# Calophasia atrivestis
Calophasia atrivestis là một loài bướm đêm trong họ Noctuidae.